# 蛋白质脂类相互作用
蛋白质与脂类相互作用是指膜蛋白和脂类的相互的物理状态的影响。
要了解膜的结构和功能，相關的问题有：内在膜蛋白与脂类是否紧密结合，以及接近蛋白质的脂层的性质如何？膜蛋白对膜脂的动力学和顺序是否有长远影响？脂类如何影響膜蛋白的功能和结构？结合在双分子脂层表面的外周膜蛋白如何与脂类相互作用，并影响它们的行为？

## 双分子层中内在膜蛋白的脂类结合
大量的研究工作围绕「蛋白质是否存在对特定脂类的专一性结合位点？」，還有「蛋白质-脂质复合物是否可视作长久耐用物质？」典型的酶变换一次所需时间為10−3秒。现有测定方法是通过使用2H-NMR、电子自旋谐振和荧光标记法实现的。
有两个方法来测定特定膜蛋白的脂类结合相对亲和力：
1. 在接近膜蛋白时，自旋标记的磷脂运动将受限，结果在ESR光谱上的相应部分将变宽。实验光谱可以分成两个部分进行分析，一部分是在大块脂质相中快速翻转的一种，光谱较窄，而另一部分是接近膜蛋白的运动受限的部分。
2. 自旋标记的和溴化的脂类衍生物能够淬灭来自膜蛋白的色氨酸的荧光。淬灭的有效性和脂类衍生物与荧光色氨酸的距离成反比。

这些方法要求使用的脂类类似物，可以在重新构造的包含待研究蛋白的磷脂囊泡中找到。

## 由于横向膜蛋白的存在的脂双层的扰动
大部分2H-NMR实验都加入氘代磷脂，以证明蛋白质的存在，对双分子层脂类的顺序参数和脂类动力学的影响微乎其微。通观全局，从NMR实验中得出的结论有：第一，边界和自由脂类间的交换速率是迅速的，每秒107次；第二，边界脂类的顺序参数不太可能因为接近蛋白质而受影响；第三，酰基链再定位动力只是在每秒109次的频率范围内减慢；第四，在任何可观的方式下，极性头部的方向和动力，同样不因接近跨膜蛋白而受影响。
最近公布的研究结果使用的是非标记的光学方法，如能测定脂类双分子层的双折射（或顺序）的双偏振干涉，这些结果已经被用于展示多肽和蛋白质相互作用如何影响双分子层顺序，尤其是证明在多肽渗入和扰乱双分子层顺序后双分子层和重要多肽聚集的实时联系。

## 膜蛋白的主链和固体链动力学
固态核磁共振技术可以提供关于一个膜蛋白中单个氨基酸残基的动力学的详细信息。然而，该技术要求大量（100至200毫克）的用同位素标记过的蛋白质，而且，当应用于可进行光谱分析的小分子蛋白时，产生的信息将最为有效。

## 外周膜蛋白结合的脂类双分子层
很多外周膜蛋白主要通过与膜内在蛋白的相互作用结合到膜上，但有很多种蛋白质是直接与脂双分子层表面相互作用，其中有一些蛋白（如髓鞘碱性蛋白）和血影蛋白扮演主要的结构角色。大量的可溶性蛋白能暂时的或是在特殊条件下结合在双分子层表面。结合过程可由两性蛋白二级结构域作为媒介，通过与脂类相互作用诱导和趋于稳定。
错误折叠过程通常会把蛋白质的疏水区域暴露出来，它经常与脂膜的自聚和随后的聚合过程有关，也经常表现在神经退行性疾病、神经压力和细胞凋亡上。已经有人在研究抑制这种过程的方法。